# Флора (станція метро)
50°04′39″ пн. ш. 14°27′40″ сх. д. / 50.07750° пн. ш. 14.46111° сх. д.
«Флора» (чеськ. Flora) — станція на Лінії А празького метрополітену.
Виходить на Palac Flora. Станція була відкрита 19 грудня 1980 року. Витрати на спорудження станції склали 254 мільйони крон.